# Gilbert Garcin
Gilbert Garcin (La Ciotat, Bocas del Ródano, 21 de junio de 1929-Provenza-Alpes-Costa Azul, 17 de abril de 2020) fue un fotógrafo francés. 

## Biografía
Nació en la villa La Ciotat, en la región de Provenza, en 1929. Durante su juventud se dedicó a un negocio de fabricación de lámparas. Comenzó su carrera artística en 1995, a los 65 años, después de participar en el festival Rencontres d'Arles, donde tomó talleres con diversos fotógrafos entre los que destaca Pascal Dolemieux. 
A pesar de haber comenzado su trayectoria fotográfica a una edad avanzada, Gilbert Garcín ha publicado varios libros y ha presentado su obra en más de cien exhibiciones individuales, así como en decenas de exposiciones colectivas, en países como Francia, Grecia, Portugal, Cuba, Estados Unidos, Brasil, Canadá, Hungría, entre otros. 
El trabajo fotográfico de Garcín se basó en el fotomontaje, para lo cual utiliza prioritariamente técnicas analógicas. En la mayor parte de sus fotografías aparece él mismo, y algunas veces también su esposa, como protagonista de diversas situaciones que recurrentemente hacen alusión a personajes míticos como Sísifo o Ícaro. De acuerdo con diversos críticos, entre los que destacan Christine Ollier y Armelle Canitrot, su estética remite a las imágenes del cineasta Jacques Tati y del artista surrealista René Magritte.

## Obras
- Simulacres, préface d'Yves Gerbal, Allauch, Phocal, 1999.
- La vie est un théâtre, texte d'Yves Gerbal, Trézélan, Trézélan, éditions Filigranes, 1999.
- L'Homme qui est une image, texte d'Yves Gerbal, Marseille, Autres temps, 1999.
- Le Témoin, texte d'Armelle Canitrot, Trézélan, éditions Filigranes, 2005.
- Tout peut arriver, texte de Magali Jauffret, Trézélan, Éditions Filigranes, 2007.
- Faire de son mieux, texte de Marie Darrieussecq, éditions Filigranes, 2013.

Chimuelillo, 2023